# Bier in Noord-Macedonië

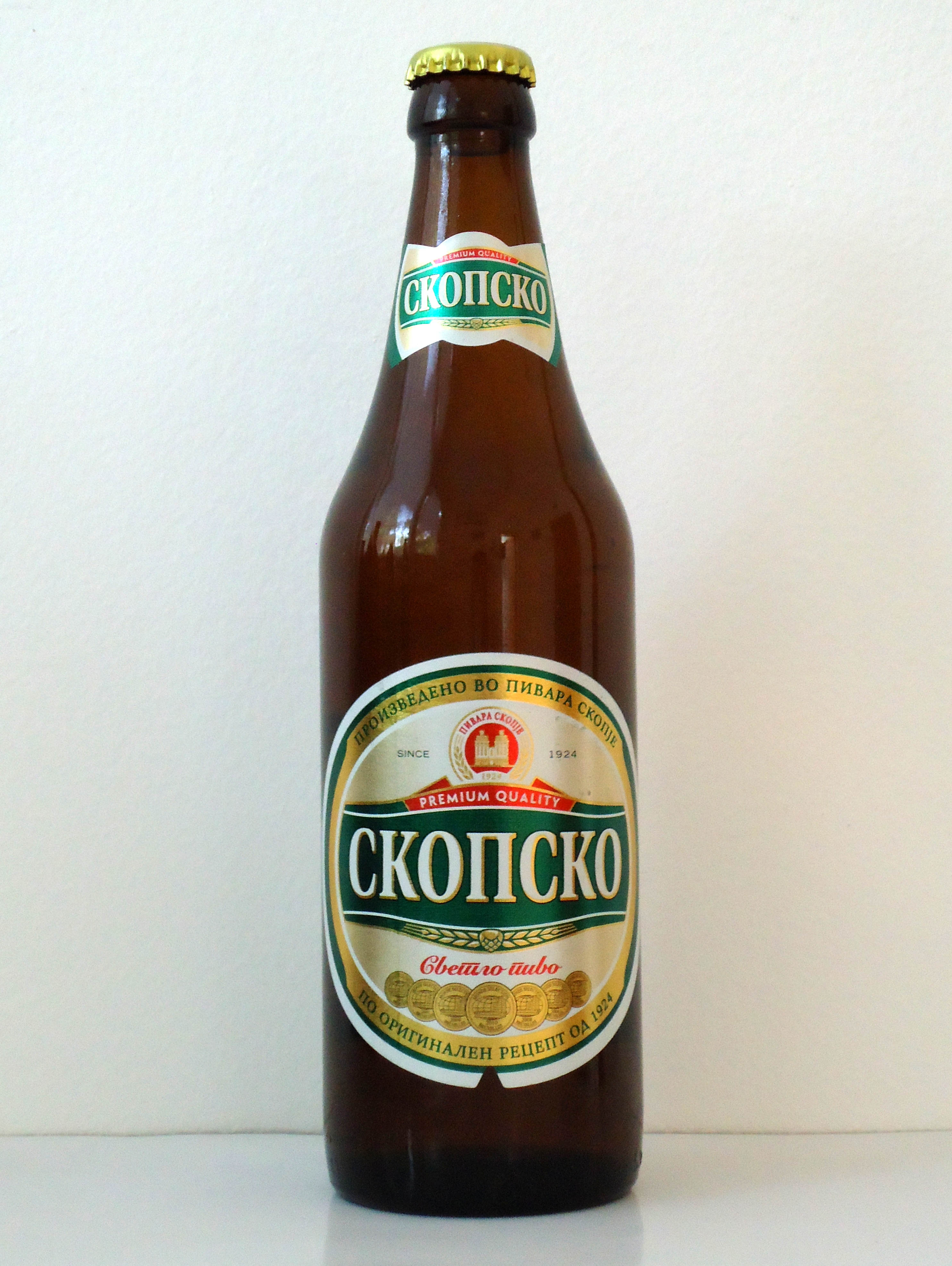
Een flesje Skopsko

Naast wijn en rakija is bier in Noord-Macedonië een courante en populaire alcoholische drank. De republiek kent dan ook een aantal eigen biermerken en brouwerijen, die doorgaans blonde lagerbieren produceren. 
Het bekendste bier in Noord-Macedonië is Skopsko ('uit Skopje'), dat gebrouwen wordt door de Pivara Skopje in de gelijknamige hoofdstad. Skopsko is blond lagerbier met een alcoholgehalte van 4,9%, dat sinds 1924 op de markt is. De brouwerij maakt deel uit van de Nederlandse groep Heineken en verdeelt de Heineken- en Amstelbieren ook in Noord-Macedonië. Naast het reguliere Skopskobier brouwt de Pivara Skopje ook het citroenbier Skopsko Radler en de blonde lagers Skopsko Silver Moon en Gorsko. Vroeger bood men ook nog het blonde lagerbier Balkansko aan.
Het zuidelijker gelegen Prilep huisvest twee brouwerijen: de Pivarnica Andikoma, dat het lager Makedonsko Pivo brouwt, en de Prilepska Pivarnica, producent van de populaire pils Zlaten Dab en van de lagers Majstorsko en Krali Marko ('koning Marko' ofte Marko Kraljević), dat eveneens al sinds 1924 bestaat. In Noord-Macedoniës tweede stad, het zuidwestelijke Bitola, is de Pivara Bitola gevestigd, dat de pilsbieren Kenbach en Kenbach Premium en het lagerbier Bitolsko op de markt brengt.